# Vire (tổng)
Tổng Vire là một tổng thuộc tỉnh Calvados trong vùng Normandie.

## Địa lý
Tổng này được tổ chức xung quanh Vire ở quận Vire. Độ cao khu vực này dao động từ 84 m (Coulonces) đến 351 m (Saint-Germain-de-Tallevende-la-Lande-Vaumont) với độ cao trung bình 200 m.

## Hành chính
| Giai đoạn     | Ủy viên             | Đảng             | Tư cách                                            |
| ------------- | ------------------- | ---------------- | -------------------------------------------------- |
| 2002 - Actuel | Marc Andreu Sabater | PRG              | Phó rồi đến Thị trưởng Saint-Germain-de-Tallevende |
| 2001 - 2002   | Jean-Yves Cousin    | RPR              | Thị trưởng Vire                                    |
| 1994 - 2001   | Olivier Stirn       | MDR              |                                                    |
| 1988 - 1994   | Jean-Yves Cousin    | RPR              | Thị trưởng Vire                                    |
| 1970 - 1988   | Olivier Stirn       | UDR, rồi đến UDF | Thị trưởng Vire                                    |

## Các đơn vị trực thuộc
Tổng Vire gồm 8 xã với dân số 18 564 người (điều tra dân số năm 1999, dân số không tính trùng)
| Xã                                           | Dân số | Mã bưu chính | Mã insee |
| -------------------------------------------- | ------ | ------------ | -------- |
| Coulonces                                    | 650    | 14500        | 14187    |
| Maisoncelles-la-Jourdan                      | 470    | 14500        | 14388    |
| Roullours                                    | 769    | 14500        | 14545    |
| Saint-Germain-de-Tallevende-la-Lande-Vaumont | 1 731  | 14500        | 14584    |
| Truttemer-le-Grand                           | 565    | 14500        | 14717    |
| Truttemer-le-Petit                           | 115    | 14500        | 14718    |
| Vaudry                                       | 1 449  | 14500        | 14730    |
| Vire                                         | 12 815 | 14500        | 14762    |

## Biến động dân số
| 1962                                                     | 1968   | 1975   | 1982   | 1990   | 1999   |
| -------------------------------------------------------- | ------ | ------ | ------ | ------ | ------ |
| 14 648                                                   | 16 889 | 18 334 | 19 050 | 18 397 | 18 564 |
| Nombre retenu à partir de 1962 : dân số không tính trùng |        |        |        |        |        |